# Leichtathletik-Europameisterschaften 2016/200 m der Frauen

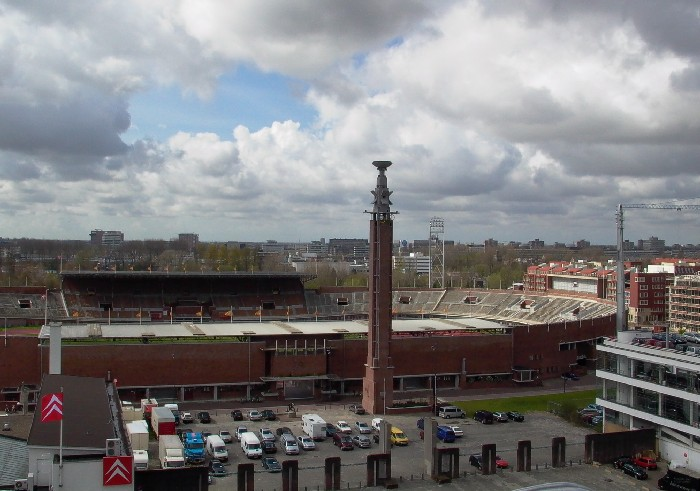
Das Olympiastadion in Amsterdam im Jahr 2005

Der 200-Meter-Lauf der Frauen bei den Leichtathletik-Europameisterschaften 2016 wurde am 6. und 7. Juli 2016 im Olympiastadion der niederländischen Hauptstadt Amsterdam ausgetragen.
Europameisterin wurde die Britin Dina Asher-Smith. Silber errang wie am Tag darauf über 100 Meter die bulgarische 100 Meter-Europameisterin von 2012 Iwet Lalowa. Bronze ging an die Deutsche Gina Lückenkemper.

## Bestehende Rekorde
| Weltrekord           | 21,34 s | Florence Griffith-Joyner | Olympische Spiele Seoul, Südkorea | 29. September 1988 |
| Europarekord         | 21,63 s | Dafne Schippers          | WM Peking, Volksrepublik China    | 28. August 2015    |
| Meisterschaftsrekord | 21,71 s | Heike Drechsler          | EM Stuttgart, BR Deutschland      | 9. August 1986     |

Auch bei diesen Europameisterschaften wurde der bereits seit 1986 bestehende EM-Rekord deutlich verfehlt. Die schnellste Zeit erzielte die britische Europameisterin Dina Asher-Smith mit 22,37 s bei einem Gegenwind von 0,4 m/s, womit sie 66 Hundertstelsekunden über dem Rekord blieb. Zum Europarekord fehlten ihr 74 Hundertstelsekunden zum Weltrekord 1,03 s.

## Durchführung
Für diese Disziplin kam zum ersten Mal ein neuer Austragungsmodus zur Anwendung. Die acht stärksten Athletinnen der europäischen Jahresbestenliste mussten in der Vorrunde noch nicht antreten, sondern stiegen erst im Halbfinale ein.

## Legende
| ‡ | eine der acht schnellsten Sprinterinnen der Jahresbestenliste (Markierung verwendet im Halbfinale) |

## Vorrunde
Die Vorrunde wurde in vier Läufen durchgeführt. Die ersten drei Athletinnen pro Lauf – hellblau unterlegt – sowie die darüber hinaus vier zeitschnellsten Läuferinnen – hellgrün unterlegt – qualifizierten sich für das Halbfinale.

### Vorlauf 1

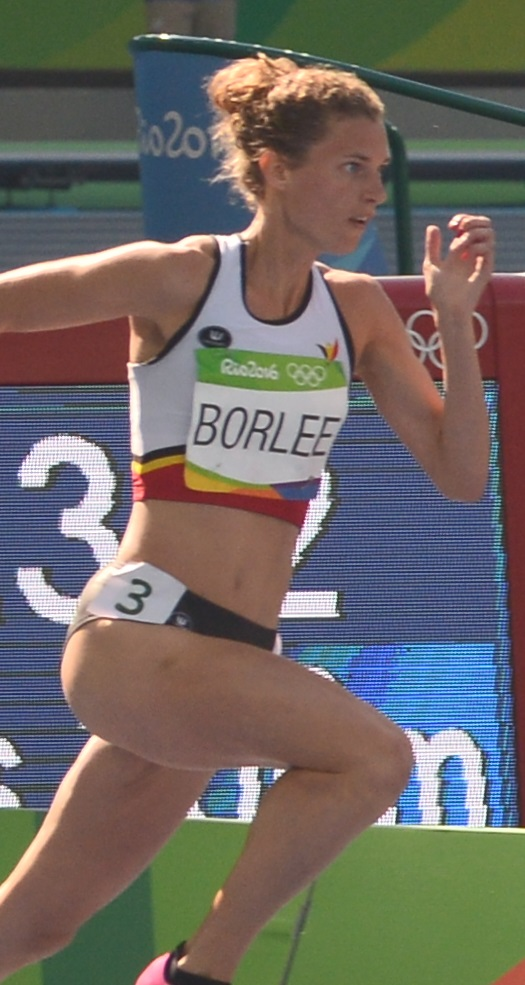
Olivia Borlée verpasste den Einzug in die nächste Runde mit ihren 23,64 s um acht Hundertstelsekunden
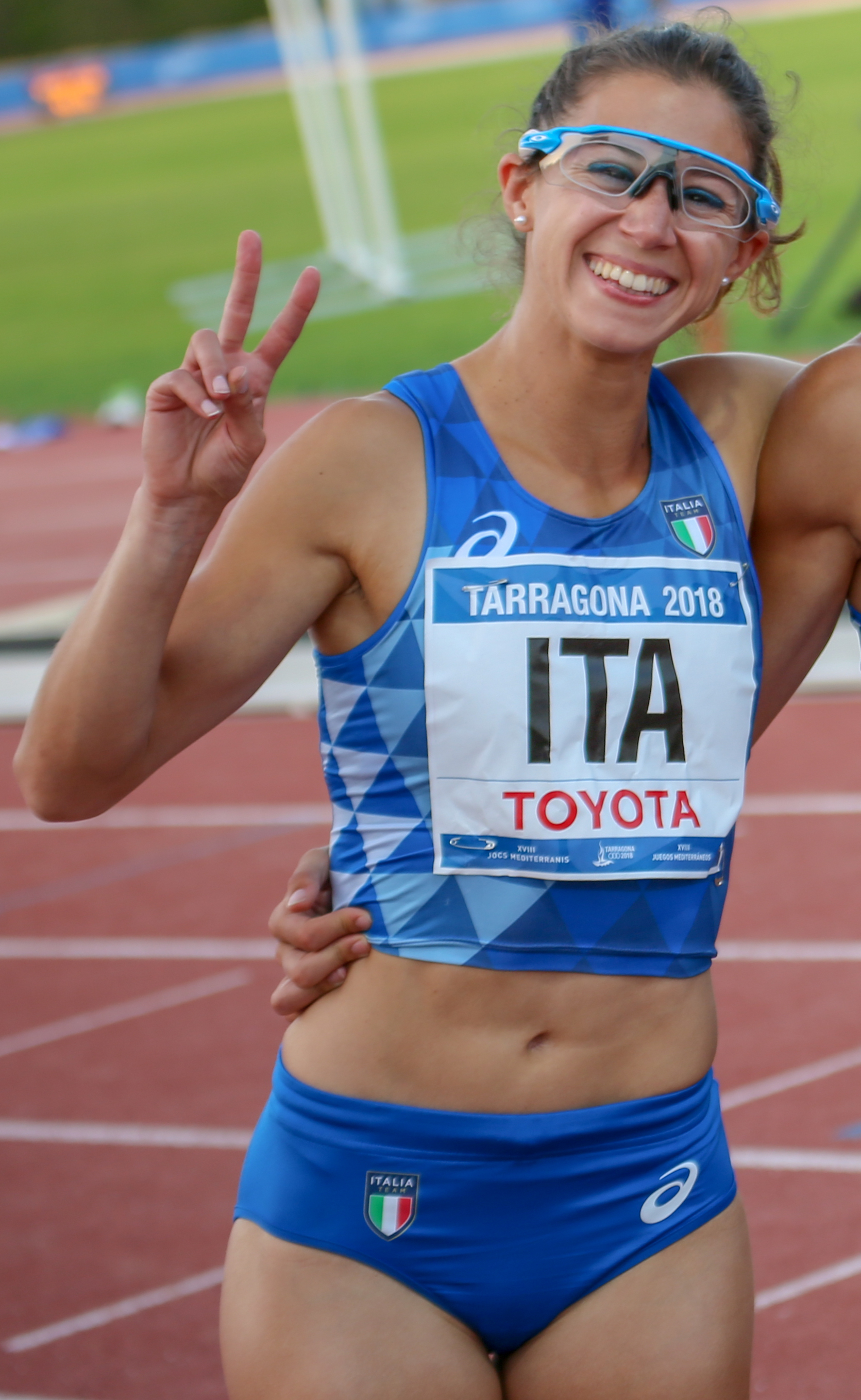
Irene Siragusas 23,87 s reichten nicht zum Erreichen des Halbfinales
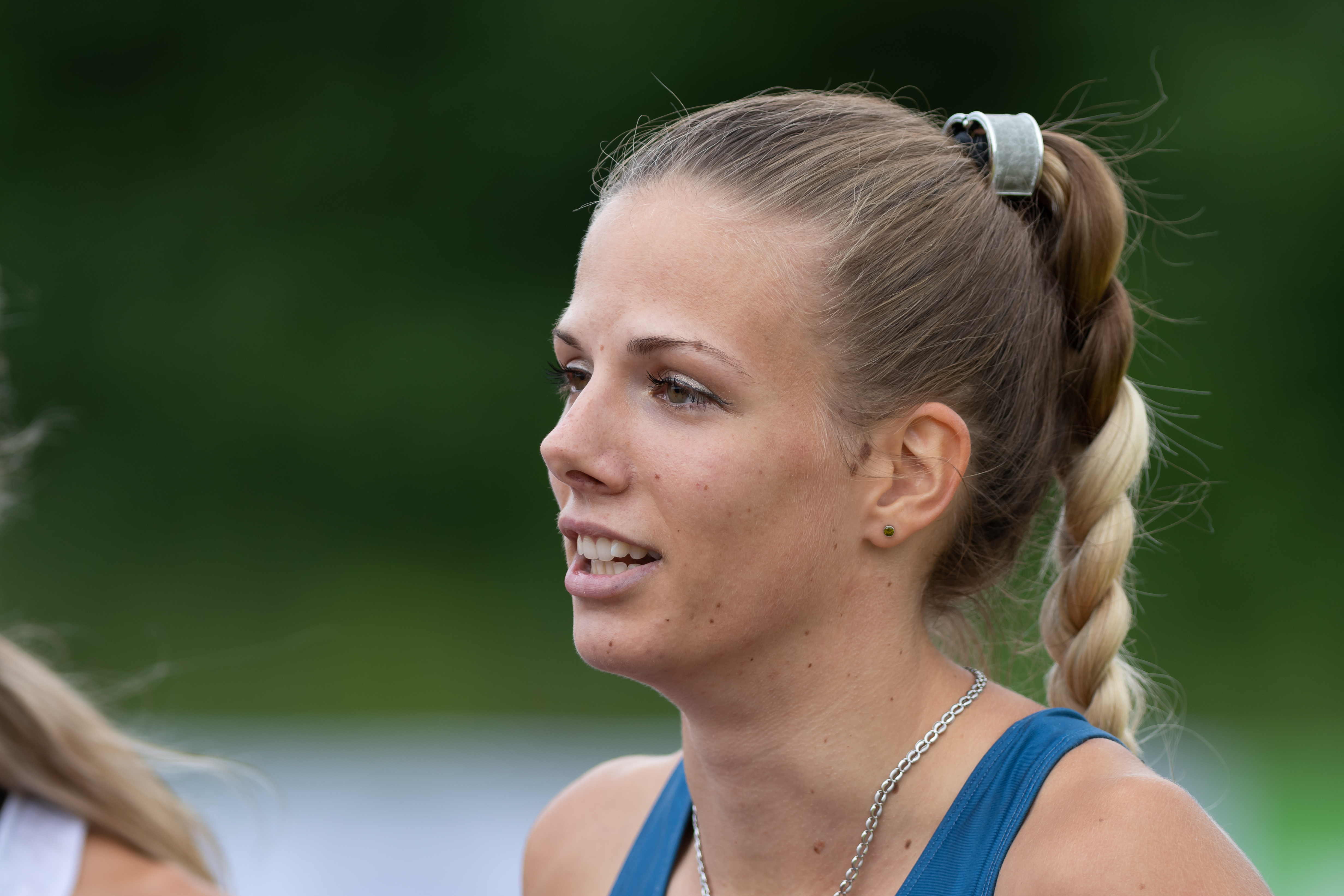
Marcela Pírková erzielte 24,07 s und schied damit aus

6. Juli 2016, 12:10 Uhr
Wind: +0,9 m/s
| Platz | Name               | Nation      | Zeit (s) |
| ----- | ------------------ | ----------- | -------- |
| 1     | Laura de Witte     | Niederlande | 23,23    |
| 2     | Estela García      | Spanien     | 23,40    |
| 3     | Eleni Artymata     | Zypern      | 23,46    |
| 4     | Agata Forkasiewicz | Polen       | 23,53    |
| 5     | Olivia Borlée      | Belgien     | 23,64    |
| 6     | Irene Siragusa     | Italien     | 23,87    |
| 7     | Marcela Pírková    | Tschechien  | 24,03    |

### Vorlauf 2

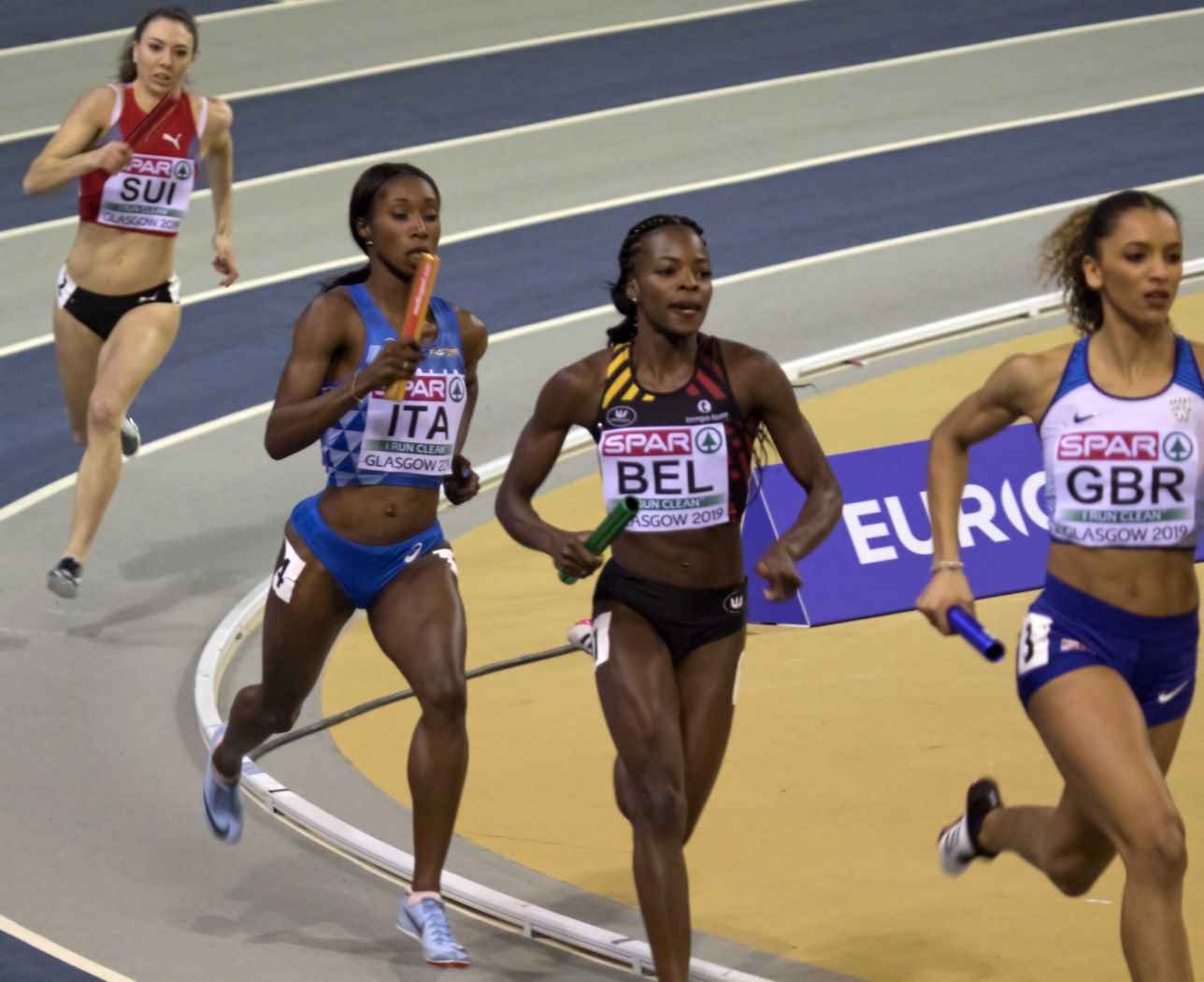
Cornelia Halbheer (ganz links) scheiterte mit ihren 23,61 s in der Vorrunde

6. Juli 2016, 12:16 Uhr
Wind: +1,1 m/s
| Platz | Name                | Nation      | Zeit (s) |
| ----- | ------------------- | ----------- | -------- |
| 1     | Jamile Samuel       | Niederlande | 23,04    |
| 2     | Anna Kiełbasińska   | Polen       | 23,21    |
| 3     | Jelysaweta Bryshina | Ukraine     | 23,37    |
| 4     | Sabina Veit         | Slowenien   | 23,47    |
| 5     | Inna Eftimowa       | Bulgarien   | 23,58    |
| 6     | Cornelia Halbheer   | Schweiz     | 23,61    |
| 7     | Zyanne Hook         | Gibraltar   | 26,78    |

### Vorlauf 3

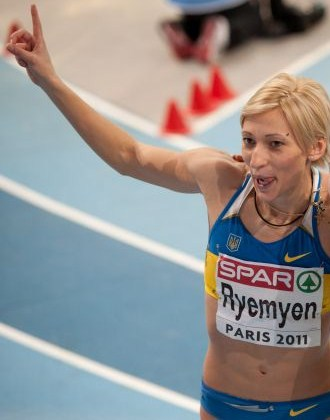
Marija Rjemjen fehlten mit ihren 23,67 s elf Hundertstelsekunden zur Halbfinalteilnahme
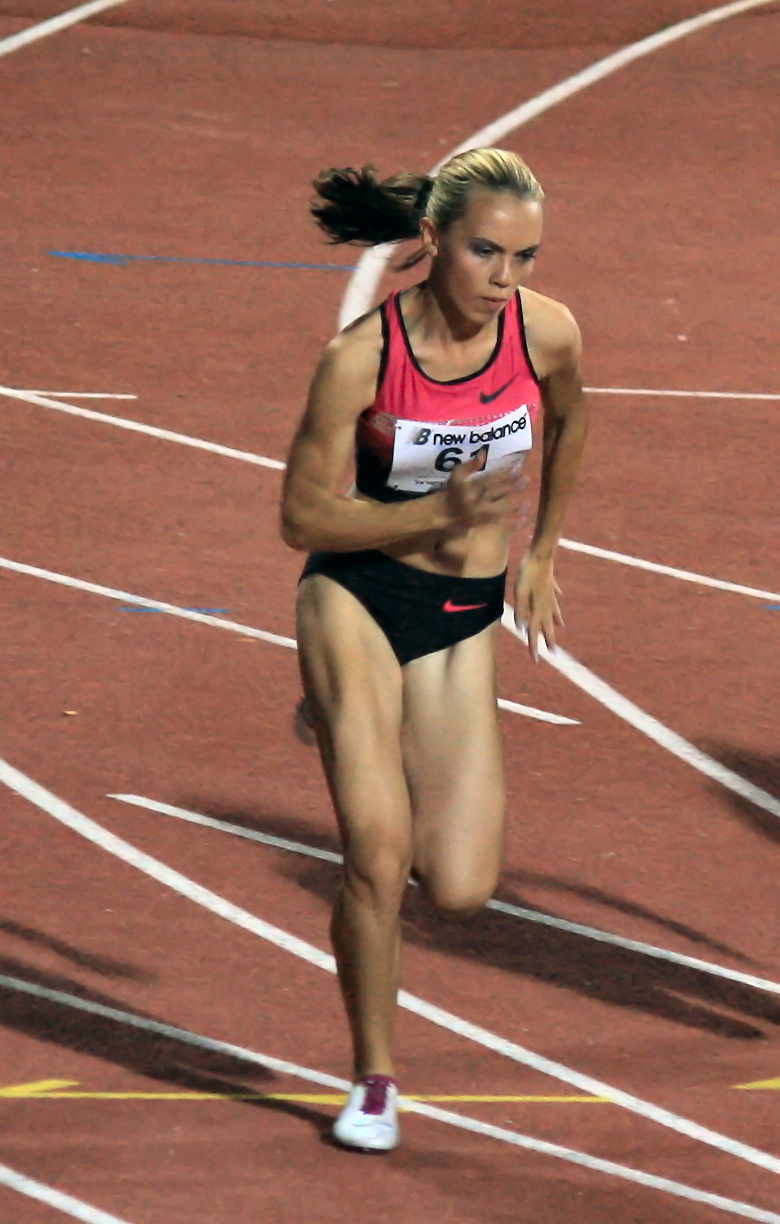
Mit 23,90 s schied Olga Lenskiy nach ihrem Vorlauf aus

6. Juli 2016, 12:22 Uhr
Wind: +0,2 m/s
| Platz | Name                | Nation      | Zeit (s) |
| ----- | ------------------- | ----------- | -------- |
| 1     | Maja Mihalinec      | Slowenien   | 23,01    |
| 2     | Nadine Gonska       | Deutschland | 23,13    |
| 3     | Ellen Sprunger      | Schweiz     | 23,21    |
| 4     | Marija Rjemjen      | Ukraine     | 23,67    |
| 5     | Olga Lenskiy        | Israel      | 23,90    |
| 6     | Pernilla Nilsson    | Schweden    | 24,18    |
| 7     | Charlotte Wingfield | Malta       | 24,47    |

### Vorlauf 4

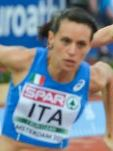
23,79 s waren zu langsam für Martina Amidei, um die nächste Runde zu erreichen
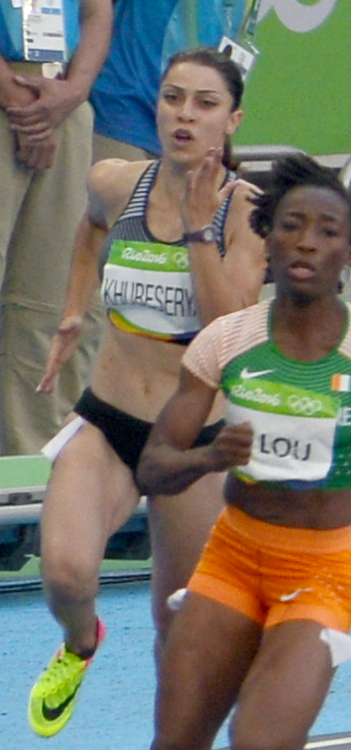
Diana Chubesserjan lag in ihrem Vorlauf mit 25,56 s chancenlos zurück

6. Juli 2016, 12:28 Uhr
Wind: +0,7 m/s
| Platz | Name               | Nation       | Zeit (s) |
| ----- | ------------------ | ------------ | -------- |
| 1     | Maria Belimbasaki  | Griechenland | 23,03    |
| 2     | Mujinga Kambundji  | Schweiz      | 23,20    |
| 3     | Nana Jacob         | Spanien      | 23,43    |
| 4     | Alexandra Bezeková | Slowakei     | 23,56    |
| 5     | Klaudia Konopko    | Polen        | 23,76    |
| 6     | Martina Amidei     | Italien      | 23,79    |
| 7     | Diana Chubesserjan | Armenien     | 25,56    |

## Halbfinale
Aus den drei Halbfinalläufen qualifizierten sich die jeweils ersten beiden Athletinnen – hellblau unterlegt – sowie die darüber hinaus zwei zeitschnellsten Läuferinnen – hellgrün unterlegt – für das Finale.

### Lauf 1

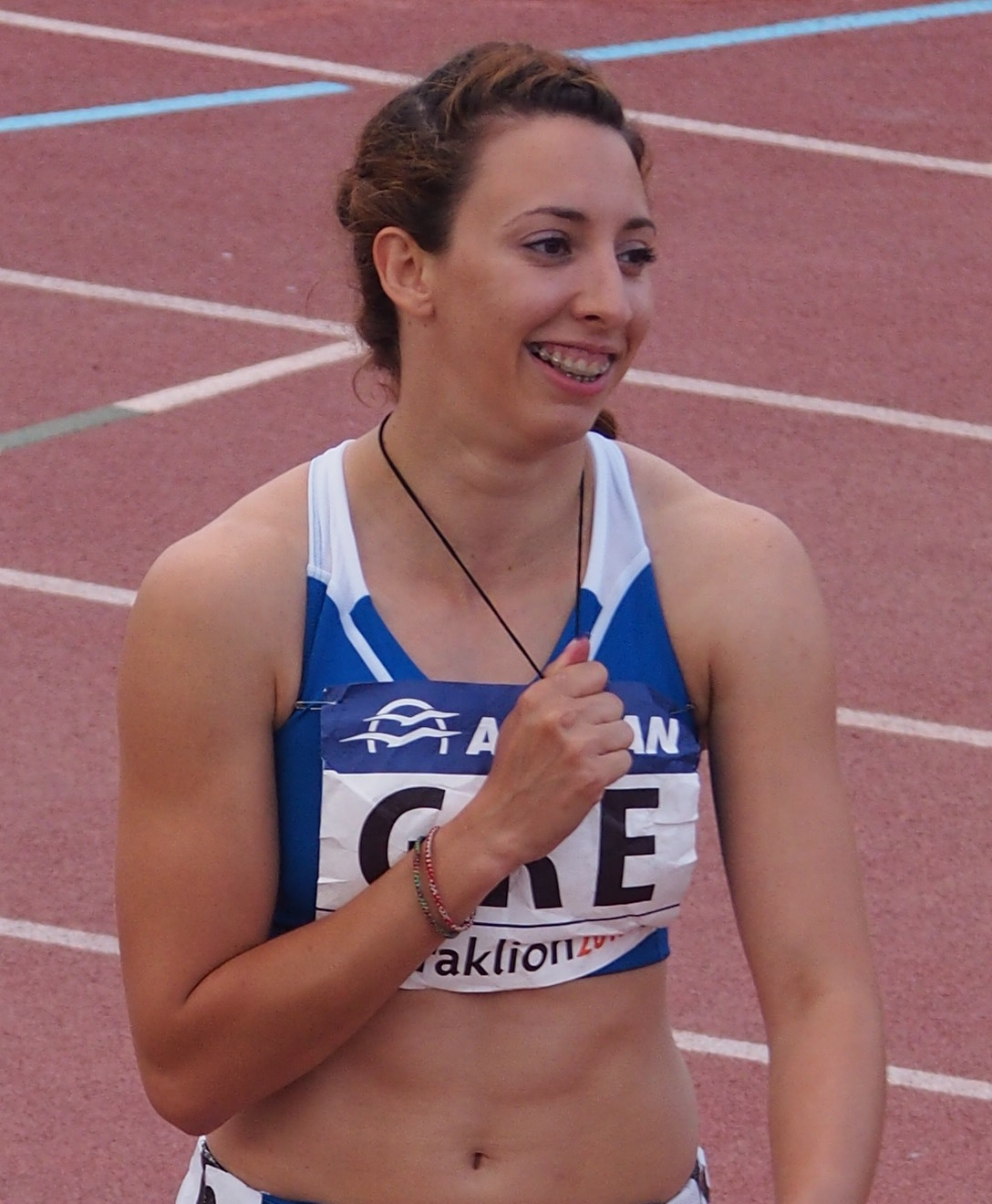
Maria Belimbasaki fehlten mit ihren 23,16 s nur zwei Hundertstelsekunden zur Finalteilnahme
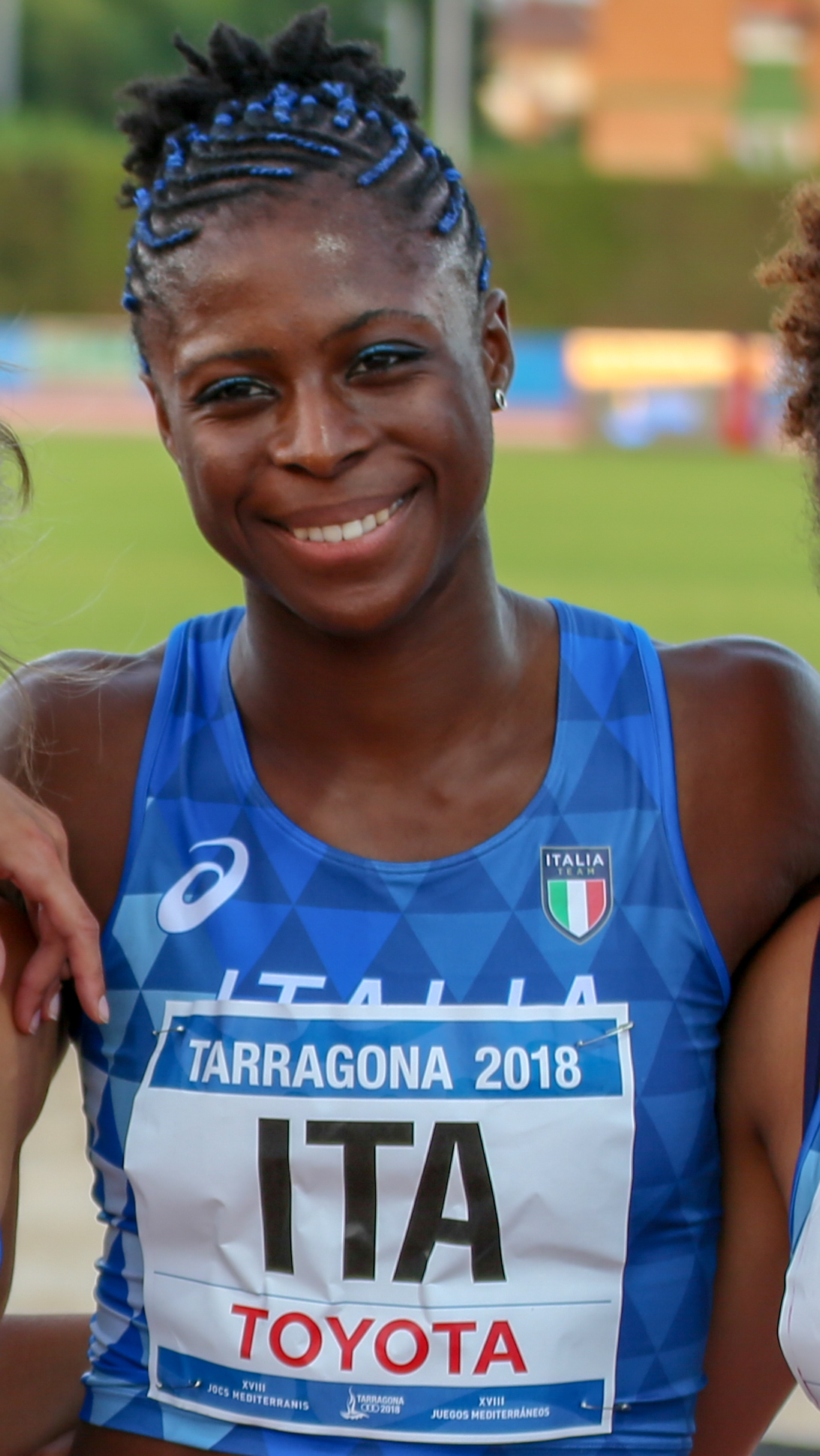
Gloria Hooper erzielte 23,25 s in ihrem Halbfinale und schied damit aus
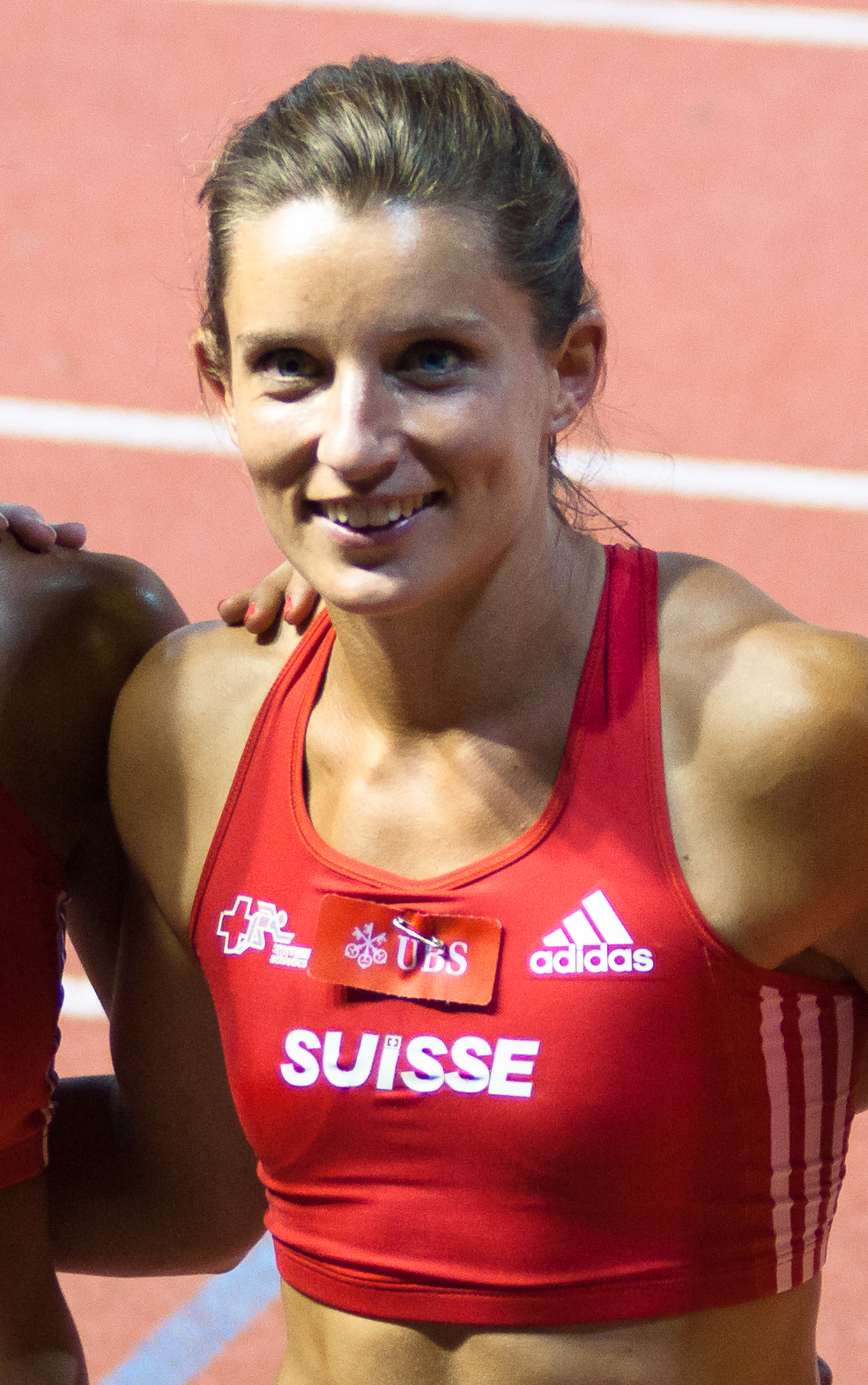
Ellen Sprunger scheiterte mit 23,54 m im Semifinale

6. Juli 2016, 17:30 Uhr
Wind: ±0,0 m/s
| Platz | Name                | Nation         | Zeit (s) |
| ----- | ------------------- | -------------- | -------- |
| 1     | Gina Lückenkemper ‡ | Deutschland    | 22,90    |
| 2     | Jamile Samuel       | Niederlande    | 23,02    |
| 3     | Jodie Williams ‡    | Großbritannien | 23,14    |
| 4     | Maria Belimbasaki   | Griechenland   | 23,16    |
| 5     | Gloria Hooper ‡     | Italien        | 23,25    |
| 6     | Ellen Sprunger      | Schweiz        | 23,54    |
| 7     | Agata Forkasiewicz  | Polen          | 23,59    |
| 8     | Alexandra Bezeková  | Slowakei       | 23,71    |

### Lauf 2
6. Juli 2016, 17:37 Uhr
Wind: ±0,0 m/s
| Platz | Name                | Nation         | Zeit (s) |
| ----- | ------------------- | -------------- | -------- |
| 1     | Dina Asher-Smith ‡  | Großbritannien | 22,57    |
| 2     | Tessa van Schagen ‡ | Niederlande    | 22,95    |
| 3     | Lisa Mayer ‡        | Deutschland    | 23,06    |
| 4     | Mujinga Kambundji   | Schweiz        | 23,23    |
| 5     | Anna Kiełbasińska   | Polen          | 23,36    |
| 6     | Nana Jacob          | Spanien        | 23,45    |
| 7     | Jelysaweta Bryshina | Ukraine        | 23,64    |
| 8     | Sabina Veit         | Slowenien      | 23,72    |

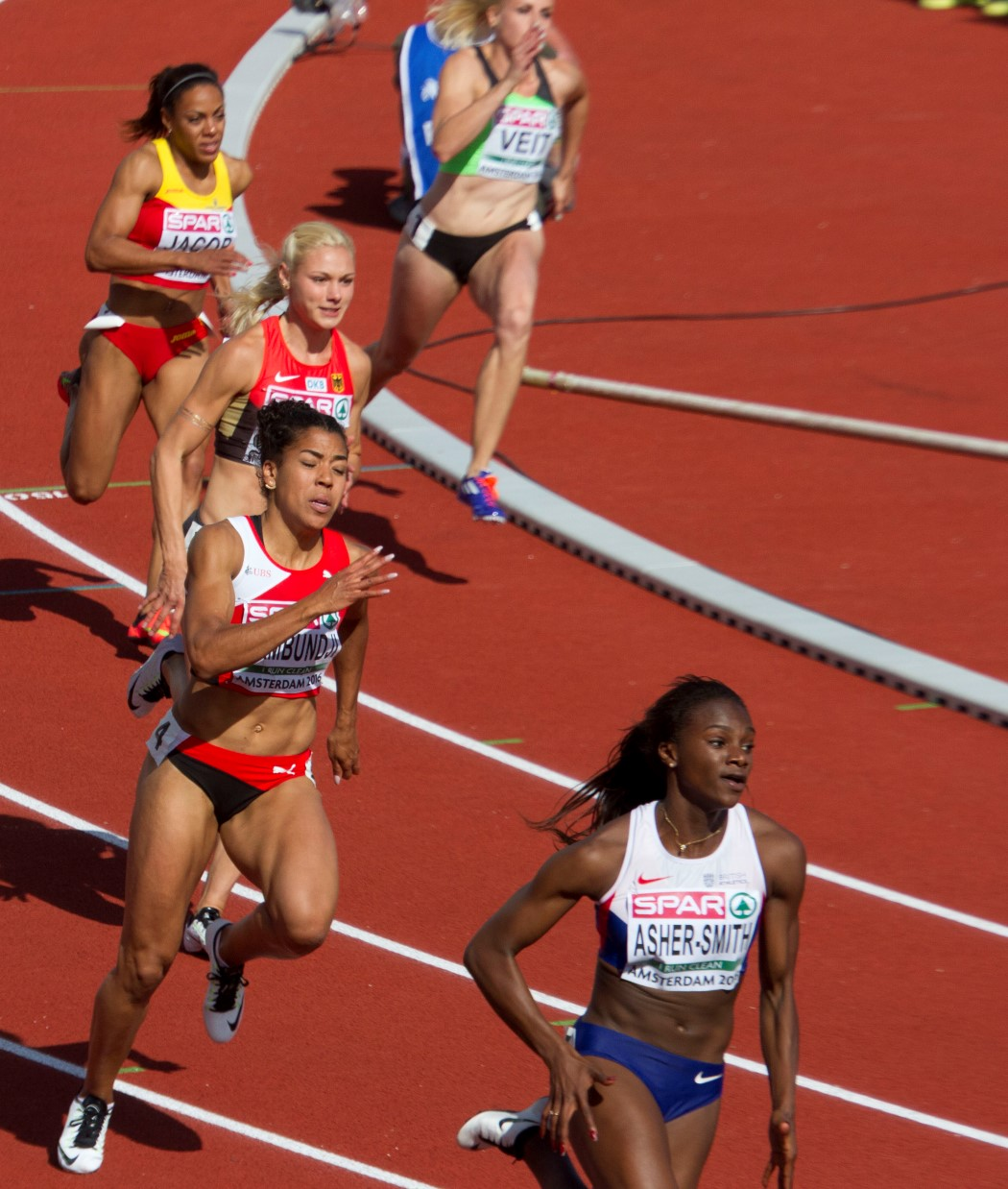
Am Ende der Kurve im
zweiten Semifinale

Weitere im zweiten Semifinalrenne ausgeschiedene Sprinterinnen:

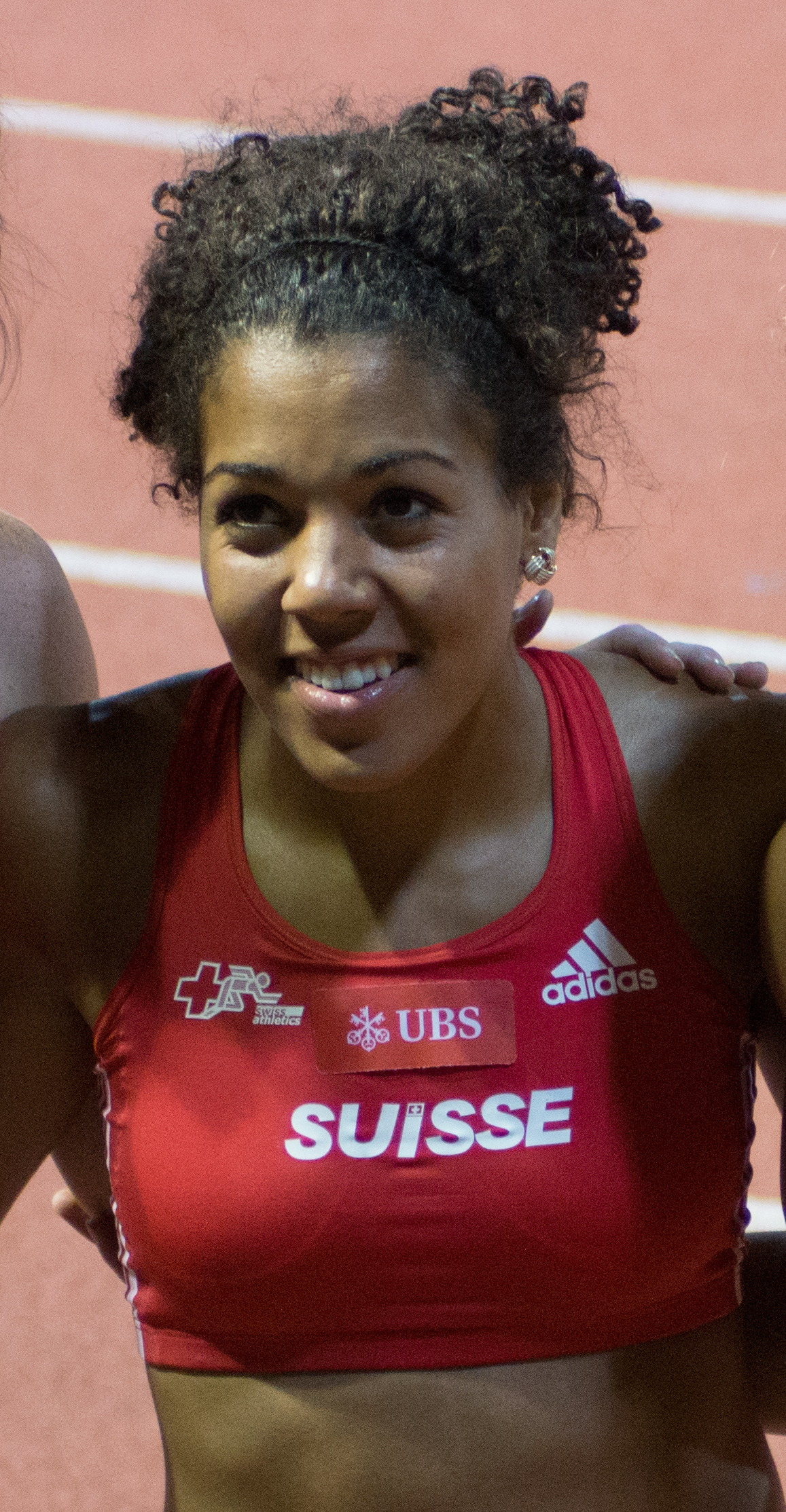
Mujinga Kambundji – Rang vier mit 23,23 s
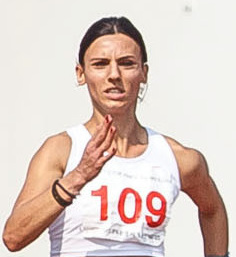
Anna Kiełbasińska – Rang fünf mit 23,36 s
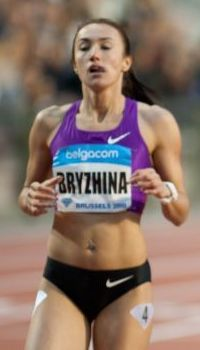
Jelysaweta Bryshina – Rang sieben mit 23,64 s
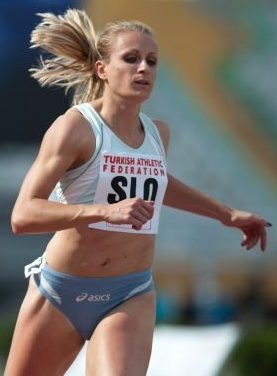
Sabina Veit – Rang acht mit 23,72 s

### Lauf 3

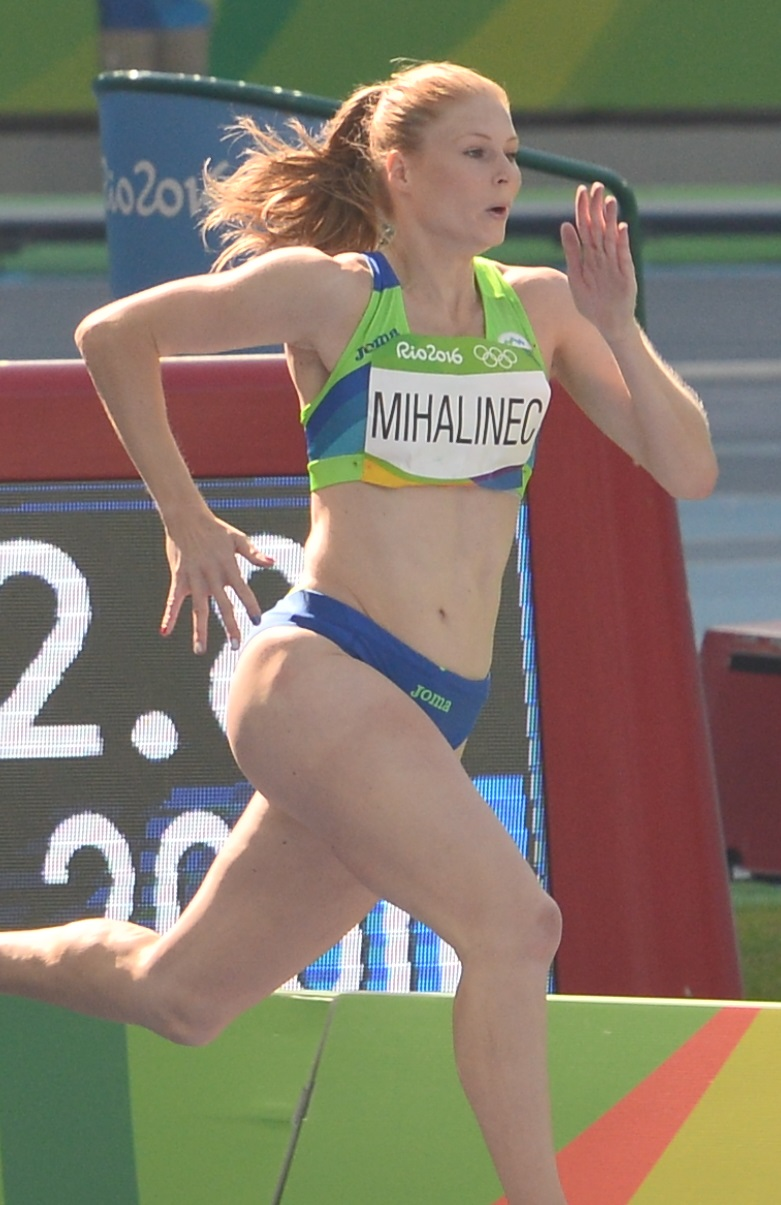
Maja Mihalinec – ausgeschieden mit 23,17 s
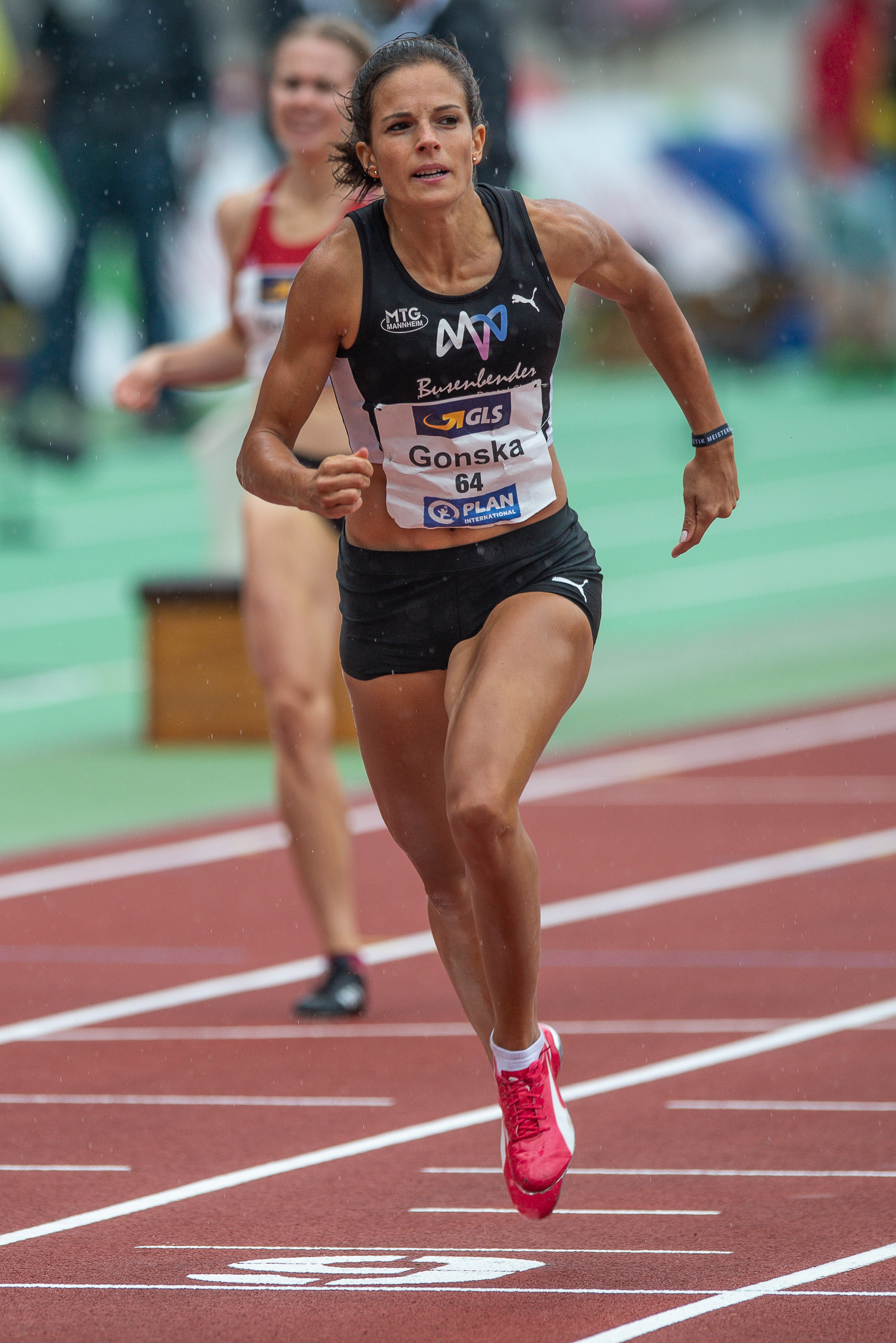
Nadine Gonska – ausgeschieden mit 23,24 s
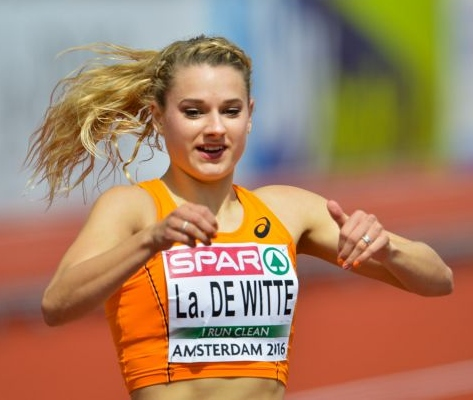
Laura de Witte – ausgeschieden mit 23,28 s
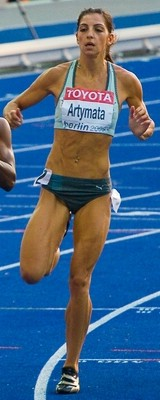
Eleni Artymata – ausgeschieden mit 23,58 s

6. Juli 2016, 17:44 Uhr
Wind: +1,3 m/s
| Platz | Name                  | Nation      | Zeit (s) |
| ----- | --------------------- | ----------- | -------- |
| 1     | Iwet Lalowa ‡         | Bulgarien   | 22,57    |
| 2     | Natalija Pohrebnjak ‡ | Ukraine     | 22,98    |
| 3     | Maja Mihalinec        | Slowenien   | 23,17    |
| 4     | Nadine Gonska         | Deutschland | 23,24    |
| 5     | Laura de Witte        | Niederlande | 23,28    |
| 6     | Estela García         | Spanien     | 23,53    |
| 7     | Inna Eftimowa         | Bulgarien   | 23,54    |
| 8     | Eleni Artymata        | Zypern      | 23,58    |

## Finale

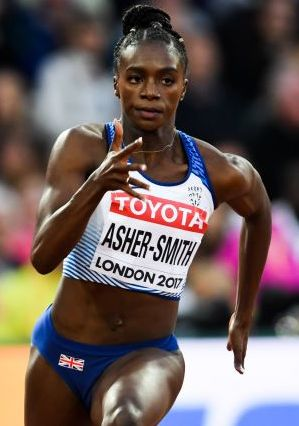
Europameisterin
Dina Asher-Smith

7. Juli 2016, 19:10 Uhr
Wind: −0,4 m/s
| Platz | Name                | Nation         | Zeit (s) |
| ----- | ------------------- | -------------- | -------- |
| 1     | Dina Asher-Smith    | Großbritannien | 22,37    |
| 2     | Iwet Lalowa         | Bulgarien      | 22,52    |
| 3     | Gina Lückenkemper   | Deutschland    | 22,74    |
| 4     | Jamile Samuel       | Niederlande    | 22,83    |
| 5     | Natalija Pohrebnjak | Ukraine        | 22,84    |
| 6     | Jodie Williams      | Großbritannien | 22,96    |
| 7     | Tessa van Schagen   | Niederlande    | 23,03    |
| 8     | Lisa Mayer          | Deutschland    | 23,10    |

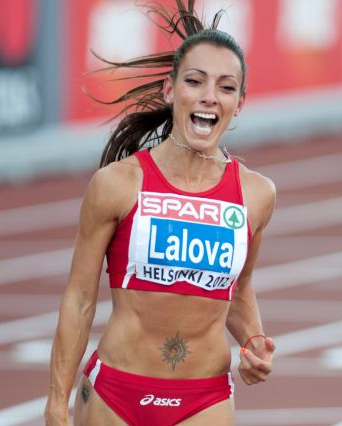
Iwet Lalowa – Vizeeuropameisterin wie auch am darauffolgenden Tag über 100 Meter – 2012 war sie Europameisterin über 100 Meter
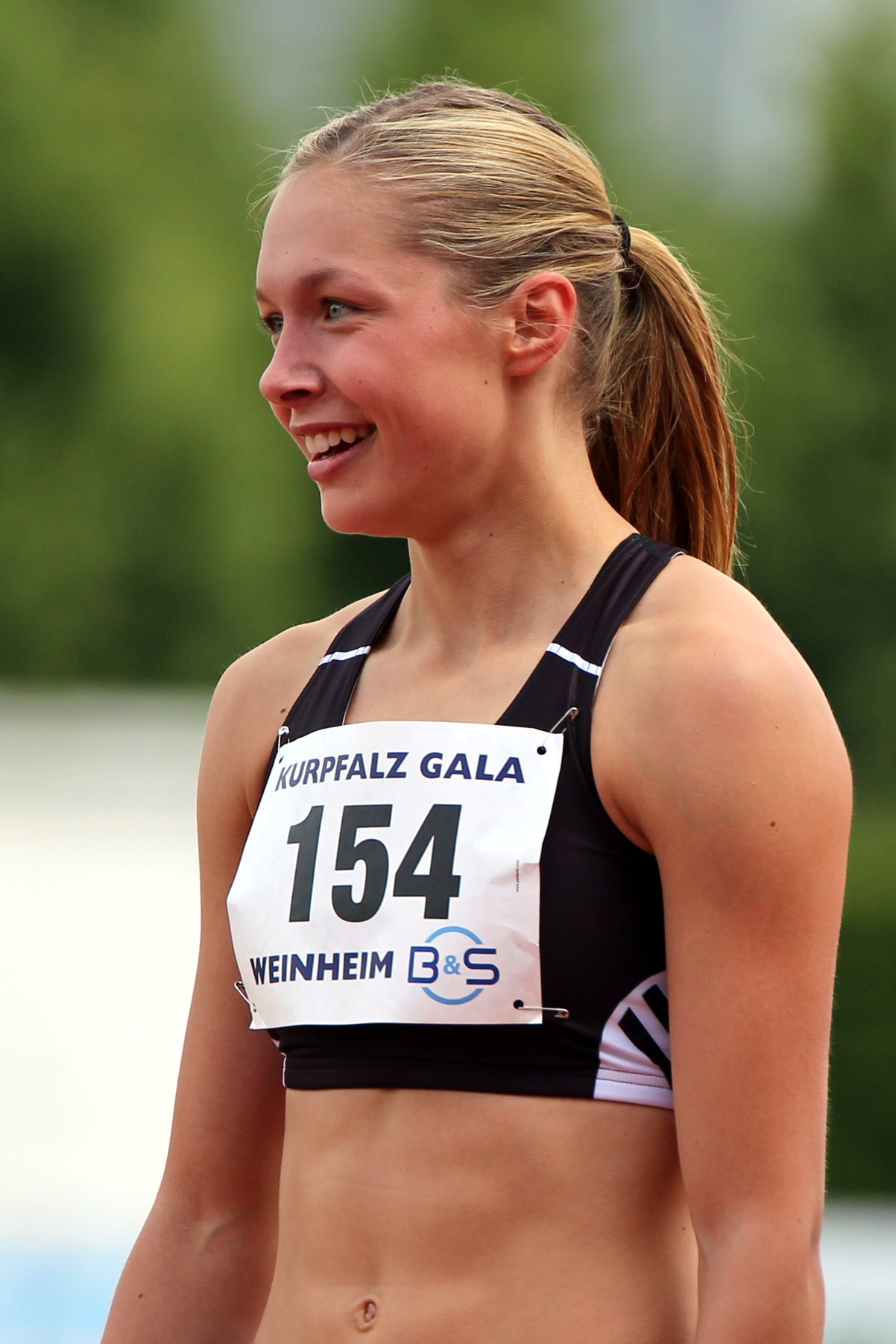
Bronzemedaillengewinnerin Gina Lückenkemper
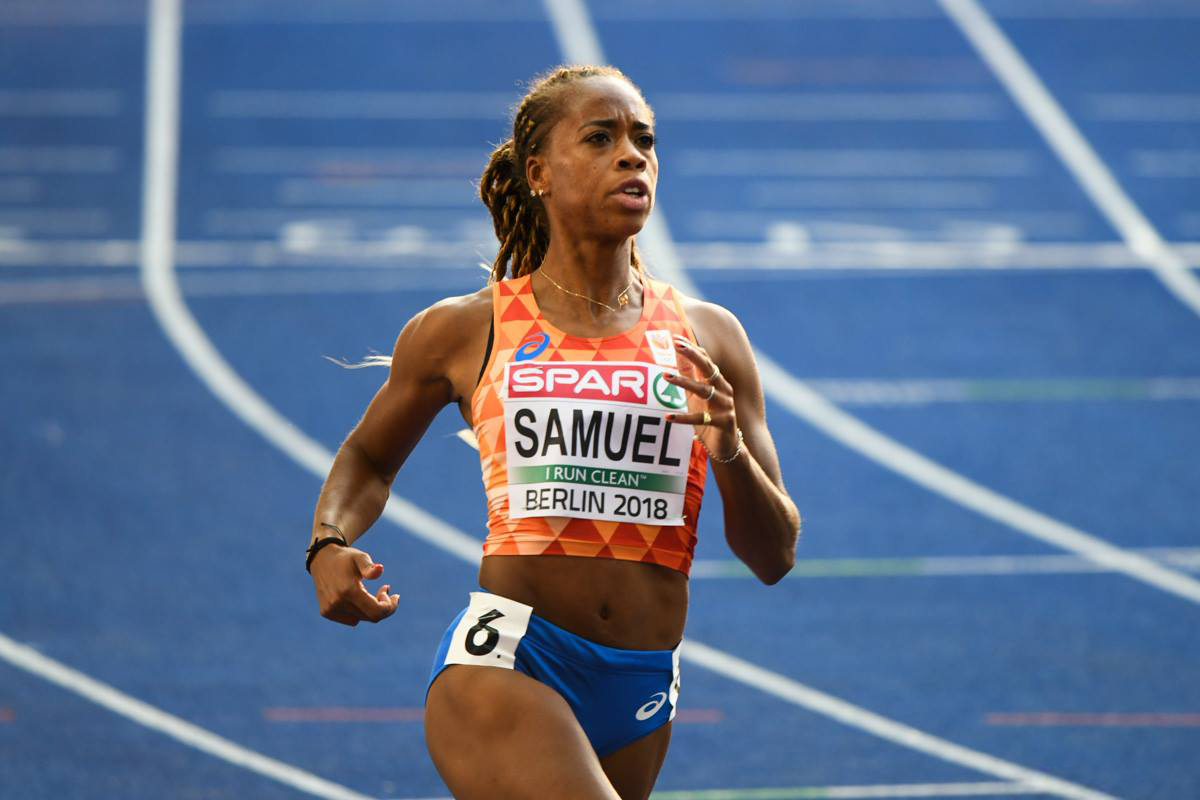
Jamile Samuel belegte Rang vier
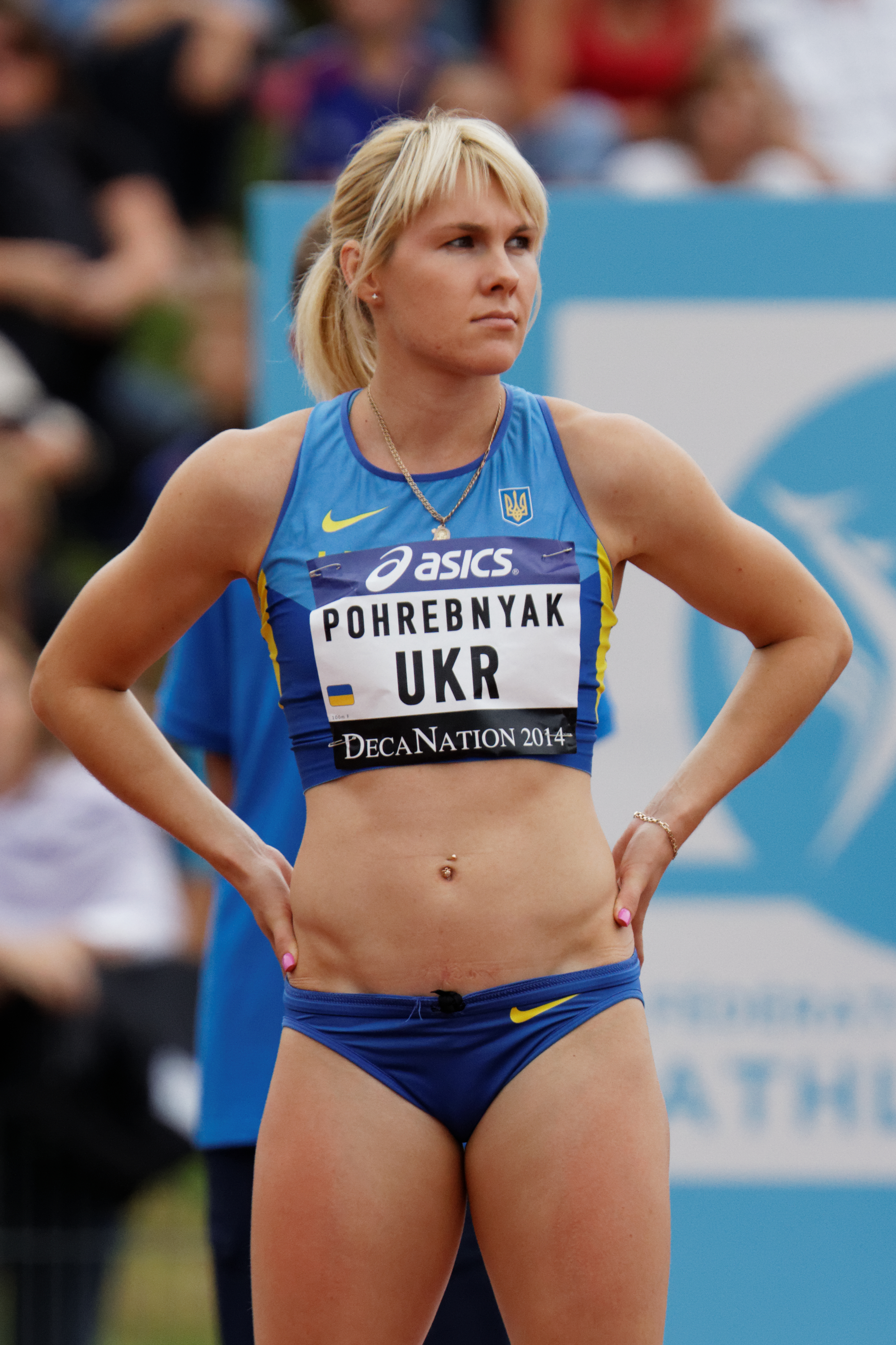
Natalija Pohrebnjak wurde Fünfte

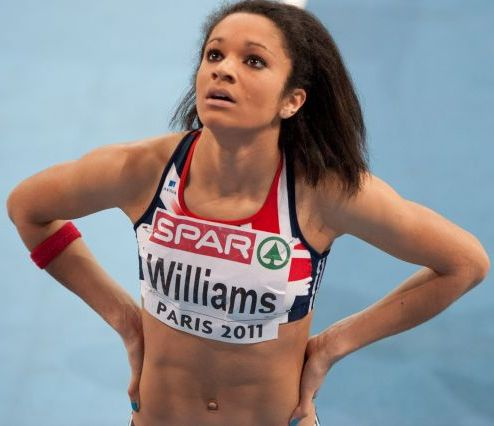
Jodie Williams erreichte Platz sechs
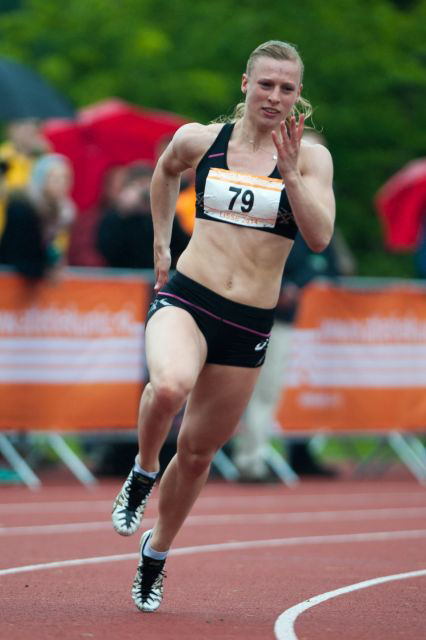
Tessa van Schagen kam auf den siebten Platz
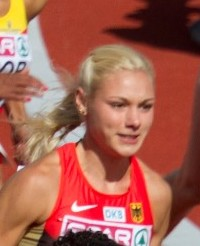
Die achtplatzierte Lisa Mayer

## Videolink
- 200m Women's Final European Athletics Championships Amsterdam 2016, youtube.com, abgerufen am 21. März 2023